# 近畿大学理工学部
近畿大学理工学部（きんきだいがくりこうがくぶ）は、近畿大学が設置する理工学部。
キャンパスは東大阪キャンパス。

## 概略
1949年(昭和24年)に新制大学の近畿大学が設立され、それと同時に近畿大学理工学部（数学物理学科、化学科、機械工学科、土木工学科の4学科）が誕生した。その後、新たな学科が次々に設置され、2002年(平成14年) には、近畿大学理工学部は既存の11学科から8学科体制になった。
2011年(平成23年）には、近畿大学理工学部から建築学科が分離独立し、「建築学部」が誕生したのに伴い、近畿大学理工学部は7学科体制になった。現在、近畿大学理工学部の７学科は、理学科、生命科学科、応用化学科、機械工学科、電気電子通信工学科、社会環境工学科、エネルギー物質学科である。
近畿大学理工学部は「学ぶ意欲と習慣を身につけ、自律的に物事を考え判断し、課題解決のために行動・チャレンジできる教養豊かで創造性に富む人材を育成する」ことを教育理念・目標としている
大学1年では、学生は早い時期から実験・実習の進め方や考え方などを学び、数学・物理・化学・生物などの基礎知識を学んでいく。物理・数学・化学などを苦手とする学生に対しては「学習支援室」がマンツーマンでサポートしていく。大学3年の後期から、学生は148もある研究室の中から、自分の専攻する分野を選択して所属し、大学4年では卒業研究を仕上げる。

## 沿革
- 1925年(大正14年) - 大阪専門学校の設立

- 1943年(昭和18年) - 大阪理工科大学の設立

- 1949年(昭和24年) - 新学制により大阪理工科大学と大阪専門学校が合併して、近畿大学が設立。同時に近畿大学に理工学部が設置され、数学物理学科、化学科、機械工学科、土木工学科の4学科でスタート。

- 1951年(昭和26年) - 大阪専門学校閉校

- 1953年(昭和28年) - 応用化学科の設置、大阪理工科大学閉校

- 1955年(昭和30年) - 電気工学科の設置、15号館北竣工

- 1960年(昭和35年) - 原子力研究所の開設

- 1961年(昭和36年) - 原子炉工学科の設置

- 1962年(昭和37年) - 金属工学科の設置、17号館南竣工

- 1963年(昭和38年) - 建築学科の設置、17号館北竣工

- 1964(昭和39) - 電子工学科の設置、31号館竣工

- 1966年(昭和41年) - 30号館竣工

- 1967年(昭和42年) - 経営工学科の設置

- 1968年(昭和43年) - 32号館・33号館竣工

- 1969年(昭和44年) - 22号館竣工

- 1975年(昭和50年) - 新31号館竣工（31号館・32号館を統合）

- 1981年(昭和56年) - 22号館増築工事（4,069m2）竣工

- 1982年(昭和57年) - 31号館増築工事（4,238m2）竣工

- 1984年(昭和59年) - 理工学総合研究所の開設

- 1985年(昭和60年) - 34号館竣工

- 1994年(平成6年) - 近畿大学理工学部の創設50周年記念行事

- 2002年(平成14年) - 理工学部は既存の11学科から8学科に改組。これに伴い、数学物理学科、化学科は、数学コース、物理学コース、化学コースの3コースの「理学科」に改組。8学科は、理学科、生命科学科、応用化学科、機械工学科、電気電子工学科、社会環境工学科、建築学科、情報学科となった。

- 2011年(平成23年) - 建築学部が設置され、建築学科の停止。近畿大学理工学部は7学科体制になる。

- 2022年(令和4年) - 理工学部改組。これに伴い、情報学科は情報学部となり、エネルギー物質学科が新設。電気電子工学科が電気電子通信工学科に名称変更。

## 学部・学科
- 理学科 
  - 数学コース
  - 物理学コース
  - 化学コース

- 生命科学科

- 応用化学科

- 機械工学科

- 電気電子通信工学科

- 社会環境工学科

- エネルギー物質学科

## 附属機関
- 原子力研究所

- バイオコークス研究所

- 理工学総合研究所

- 近畿大学共同利用センター
- リエゾンセンター

## 交通アクセス
東大阪キャンパス（大阪府東大阪市小若江　3-4-1）
- 近鉄大阪線・長瀬駅から徒歩約10分

- 近鉄奈良線・八戸ノ里駅から徒歩約20分、バス約6分

- JR俊徳道駅からバス約15分